# 야마지 유키오
야마지 유키오(山地悠紀夫, 1983년 8월 21일- 2009년 7월 28일)는 일본의 연쇄 살인자이다.

## 인물
야마지는 가난한 집안의 출신으로, 1995년 1월에는 아버지를 간경변으로 여의었다. 고등학교를 졸업하고 나서는 대학교에 진학하지 않고 신문 판매점에서 일했다.

## 모친 살해
2000년 7월 29일, 그는 자신의 어머니(당시 50)를 야구 방망이로 때려 살해했다. 살해의 동기는 하나는 어머니가 지고 있는 빚이었고, 또 하나는 어머니가 야마지의 애인에게 무언(無言) 전화를 했던 것이었다. 31일 자수하여 체포된 야마지는 수감되었다 2004년 3월에 석방된다.

## 행인 살해
2005년 11월 17일, 야마지는 귀가 중이던 행인 2명(자매로 당시 각각 27, 19)을 습격하여 성폭행하고 살해했다. 야마지는 12월 5일 체포되었고 2006년 12월 13일 사형이 선고되었다. 야마지는 항소하지 않았고, 2009년 7월 28일 사형이 집행되었다.

## 참고 문헌
- Man admits to slaying Osaka sisters, 2005-12-20, Japan Times
- Man pleads guilty to murdering 2 sisters in Osaka, 共同通信, 2006-05-01
- Jobless man sentenced to death for murdering Osaka sisters, 每日新聞, 2006-12-13[깨진 링크(과거 내용 찾기)]
- Man to hang for sisters' murders, Japan Times, 2006-12-14
- Double-killer lets death sentence stand, 2007-06-02, Japan Times
- (일본어) 山地悠紀夫事件 보관됨 2009-08-02 - 웨이백 머신

## 같이 보기
- 고바야시 가오루 - 가난한 집안 출신, 신문 배달 일을 했던 점이 비슷.
- 마에우에 히로시 - 같은 2009년 7월 28일 사형이 집행되었음.